# Daria Snihur
Daria Serhiivna Snihur, cunoscută pe plan sportiv și ca Daria Snigur, (în ucraineană Дарія Сергіївна Снігур; n. 27 martie 2002, Kiev, Ucraina) este o jucătoare ucraineană de tenis. Cea mai bună clasare a sa la simplu în clasamentul WTA este numărul 105 mondial, în noiembrie 2022. Ea a câștigat șapte titluri de simplu la turneele Circuitului feminin ITF.